# 显脉天料木
显脉天料木（学名：Homalium phanerophlebium），为大风子科天料木属下的一个植物变种。